# The Big Pink
Зе Біґ Пінк (англ. The Big Pink) — англійський шугейз, електро-рок дует із Лондону, Англія. Складається із мульти-інструменталістів Роббі Ф'юрза (англ. Robbie Furze) та Міло Корделла (англ. Milo Cordell), а також сесійних музикантів. Дует підписав контракт із лейблом 4AD в 2009 році та виграв престижні премії NME Philip Hall Radar Award як найкращий новий гурт та Shockwaves Awards NME 2010 року. На час такого визнання гурт мав чотири синґли та успішний альбом Коротка історія любові (англ. A Brief History of Love), випущений у вересні 2009 року.

## Історія
Роббі Ф'юрз та Міло Корделл почали грати разом в 2007 році. Назву групи запозичили від назви дебютного альбому групи The Band, визнаного одним із найкращих в історії рок-н-ролу. Ф'юрз раніше був гітаристом з Алеком Емпайром (англ. Alec Empire). Міло Корделл походить із родини англо-аргентинця Денні Корделла — саунд-продюсера, знаного за роботою з Tom Petty and the Heartbreakers та низкою інших виконавців. Його батько був також роллером та наїзником, брав участь у кінних змаганнях. Брат Міло, Тарка Корделл, був музикантом та моделлю. Сам Міло був власником звукозаписувального лейблу Merok Records, випускав ранні нойз-рокові записи Klaxons, Titus Andronicus і Crystal Castles.
У 2007 році Міло та Роббі почали грати разом як дует The Big Pink. Перший синґл нового гурту «Надто молодий, щоб любити» (англ. «Too Young to Love») випущений в жовтні 2008 року на невеликому лейблі House Anxiety. 500 копій, записаних на вінилі, розійшлися світом і викликали інтерес ще й обкладинкою гомоеротичного фотографа Денніса Купера. Надалі сміливі фото на обкладинках дисків стали фірмовою ознакою The Big Pink.
У лютому 2009 року на групу, яка на той час мала своїх прихильників навіть у Японії та Україні, чекало підписанні контракту із славетним британським звукозаписувальним лейблом 4AD. Уже 25 лютого 2009 року The Big Pink виграли престижну премію Philip Hall Radar Award як найкращий новий гурт на NME Shockwave Awards 2009.
У квітні того ж року 4AD випустив перший офіційний синґл дуету під своєю егідою — «Оксамит» (англ. «Velvet»). Позначений оригінальним вокалом, чеканним ритмом та насиченим гітарним звучанням трек був високо оцінений критикою. Pitchfork Media оцінила «Оксамит» 7 балами за 10-бальною шкалою. Перед першим власним туром як хедлайнери The Big Pink почали ротацію в теле- та радіо-ефірі. Після успіху першого запису гурт та лейбл 4AD не побоялися випустити обмежений реліз треку «Спиніть світ» (англ. «Stop the World»). Цей другий синґл, випущений 29 червня 2009 року, стає раритетом — пісня у підсумку не увійшла до альбому. Третій надуспішний синґл «Доміно» (англ. «Dominos») вийшов на початку вересня — всього за тиждень до релізу лонґплею.
14 вересня 2009 року поступив у продаж перший альбом гурту — Коротка історія любові (англ. A Brief History of Love). Гурт самотужки спродюсував запис на знаменитій нью-йоркській студії «Electric Lady», заснованій свого часу Джимі Хендріксом. Зведення альбому виконав Річ Кості (Rich Costey). За словами Міло Корделла, альбом містить «кожен аспект любові… Гарний, поганий, нудний, хвилюючий, мрійливий, страшний».
Із серпня і до кінця 2009 року гурт гастролював у Великій Британії, Європі, Японії та США, на весну 2010 року плануються тури в Австралію та Північну Америку. В листопаді гурт супроводжував «Музу» (англ. «Muse») під час британського турне славетного колективу. The Big Pink мають в доробку ремікс на пісню колег «Undisclosed Desires».
2010 рік розпочався для гурту заслуженою перемогою на NME Awards, де їхню пісню «Dominos» відзначили як найкращий трек року. The Big Pink виступали на кількох значних фестивалях, серед яких - і Coachella. Також гурт розпочав реліз своїх !K7-Tapes - збірників музики інших виконавців, виконаної переважно у стилях шуґейзинґу, вітч-хаусу та дабстепу. За посиланням https://web.archive.org/web/20110306114929/http://www.bigpink-tapes.com/ їх можна прослухати та оцінити.
Влітку 2011 року група оголосила про назву нового альбому. Вихід у світ платівки під назвою Future This був запланований на кінець 2011 року, проте у підсумку дата була скоригована на місяць. 13 вересня 2011 року було випущено кліп на пісню Stay Gold, котра стала першим синґлом на шляху до нового альбому. Попри те, що Роббі Ф'юрз передбачав певний вплив хіп-хопу на новий альбом, перша пісня випущена цілком у мінімалістично-мелодійній стилістиці дебютних записів.
Новий альбом, Future This, побачив світ 13 січня 2012 року. Він умістив 10 пісень і бонусний трек England.

## Учасники
- Робертсон «Роббі» Ф'юрз (англ. Robertson «Robbie» Furze) — вокал, гітара
- Міло Корделл (англ. Milo Cordell) — програмування, клавішні, синтезатор, вокал

### Сесійні учасники
- Акіко Мацуура (англ. Akiko Matsuura із PRE, Comanechi, Sperm Javelin) — ударні, вокал
- Леопольд Росс (англ. Leopold Ross) — бас
- Адам Прендергаст (англ. Adam Prendergast) — бас
- Джо Аппс (англ. Jo Apps, сестра Patrick Wolf) — бек-вокал
- Валентайн Фільол-Кордьє (англ. Valentine Fillol-Cordier, модель) — бек-вокал
- Деніел О'Салліван (англ. Daniel O'Sullivan, Guapo, Sunn O) — мульти-інструменталіст

## Дискографія
- A Brief History of Love (2009)
- Future This (2012)
- The Love That's Ours (2022)

## Ремікси
Іншими артистами
- «Velvet» (BDG Remix by Gang Gang Dance)
- «Velvet» (Mount Kimbie Remix)
- «Velvet» (Van Rivers & The Subliminal Kid Remix)
- «Too Young to Love» (Delorean Remix)
- «Too Young to Love» (Too Fast to Die Remix by The Living Eye)
- «Too Young to Love» (UNKLE Surrender Sounds Session #14)
- «Dominos» (Rustie Remix)
- «Dominos» (Switch Remix)
- «Dominos» (Switch Remix Instrumental)

Інших артистів
- «22» (The Big Pink Remix) — Lily Allen
- «Devil's Trident» (The Big Pink Reality Mix) — Telepathe
- «Headlock» (The Big Pink Remix) — Esser
- «Undisclosed Desires» (The Big Pink Remix) — Muse

### Музичні відео
| Year | Video                       | Director                                                    | Link                                                    |
| ---- | --------------------------- | ----------------------------------------------------------- | ------------------------------------------------------- |
| 2008 | "Too Young to Love"         | Rob Hawkins                                                 | YouTube [Архівовано 13 червня 2011 у Wayback Machine.]  |
| 2009 | "Velvet"                    | Rob Hawkins                                                 | YouTube [Архівовано 24 лютого 2010 у Wayback Machine.]  |
| 2009 | "Stop the World"            | John Nolan                                                  | johnnolanfilms.com                                      |
| 2009 | "Dominos"                   | Tim Saccenti [Архівовано 11 лютого 2011 у Wayback Machine.] | YouTube [Архівовано 20 березня 2011 у Wayback Machine.] |
| 2010 | "Tonight"                   | Rob Hawkins                                                 | YouTube [Архівовано 4 серпня 2011 у Wayback Machine.]   |
| 2011 | "Stay Gold"                 | Rob Hawkins                                                 | YouTube [Архівовано 14 вересня 2011 у Wayback Machine.] |
| 2011 | "Hit The Ground (Superman)" | Tim Brown                                                   | YouTube [Архівовано 30 грудня 2011 у Wayback Machine.]  |

## На інших медіа
- «Dominos» використаний для Xbox 360 adverts у вересні 2009.